# Správní obvod obce s rozšířenou působností Frýdek-Místek
Správní obvod obce s rozšířenou působností Frýdek-Místek je od 1. ledna 2003 jedním ze čtyř správních obvodů rozšířené působnosti obcí v okrese Frýdek-Místek v Moravskoslezském kraji. Čítá 37 obcí.
Město Frýdek-Místek je zároveň obcí s pověřeným obecním úřadem, přičemž oba správní obvody jsou územně totožné.

## Seznam obcí
Poznámka: Města jsou vyznačena tučně.
- Baška
- Brušperk
- Bruzovice
- Dobrá
- Dobratice
- Dolní Domaslavice
- Dolní Tošanovice
- Fryčovice
- Frýdek-Místek
- Horní Domaslavice
- Horní Tošanovice
- Hukvaldy
- Kaňovice
- Kozlovice
- Krásná
- Krmelín
- Lhotka
- Lučina
- Morávka
- Nižní Lhoty
- Nošovice
- Palkovice
- Paskov
- Pazderna
- Pražmo
- Raškovice
- Řepiště
- Sedliště
- Soběšovice
- Staré Město
- Staříč
- Sviadnov
- Třanovice
- Vojkovice
- Vyšní Lhoty
- Žabeň
- Žermanice

## Obyvatelstvo
| Rok  | Obyv.  | ± %    |
| ---- | ------ | ------ |
| 1869 | 54 998 | —      |
| 1880 | 57 782 | +5,1 % |
| 1890 | 60 503 | +4,7 % |
| 1900 | 65 609 | +8,4 % |
| 1910 | 69 503 | +5,9 % |

| Rok  | Obyv.  | ± %     |
| ---- | ------ | ------- |
| 1921 | 66 752 | −4 %    |
| 1930 | 75 052 | +12,4 % |
| 1950 | 71 687 | −4,5 %  |
| 1961 | 79 432 | +10,8 % |
| 1970 | 89 005 | +12,1 % |

| Rok  | Obyv.   | ± %     |
| ---- | ------- | ------- |
| 1980 | 101 837 | +14,4 % |
| 1991 | 109 241 | +7,3 %  |
| 2001 | 108 529 | −0,7 %  |
| 2011 | 107 481 | −1 %    |
| 2021 | 109 672 | +2 %    |